# Светско првенство у алпском скијању 2011 — спуст за жене
Такмичење у спусту на Светском првенству у алпском скијању 2011. у женској конкуренцији у Гармиш-Партенкирхену одржано је 13. фебруара. Такмичење је почело у 11:00 часова по локалном времену на стази Кандахар 1.

## Карактеристике стазе
Карактеристике стазе:
- Дужина стазе: 2.920 м
- Старт: на 1.490 метара надморске висине
- Циљ: на 770 метара надморске висине
- Висинска разлика: 720 м
- Број капија: 43
- Температура: старт + 3 °C, циљ + 6 °C делично облачно

Аустријанка Елизабет Гергл је после победе у супервелеслалому освојила злато и у спусту. Занимљиво је да је током своје дуге каријере до Светског првенства 2011. Гергл није победлила у спусту на светским првенствима. Другопласирана је била Американка Линдси Вон којој је ово била једина медаља на овом првенству. Бронзана у супервелеслалому Немица Марија Риш, додала је још једну бронзу у спусту.
Учествовало је 36 такмичарки из 16 земаља.

## Земље учеснице
| - Аргентина (2) - Аустрија (4) - Немачка (1) - Француска (4) | - Италија (4) - Канада (1) - Мађарска (1) - Монако (1) | - Норвешка (1) - Словенија (2) - Шпанија (1) - Шведска (1) | - Швајцарска (4) - Чешка (3) - Украјина (1) - Сједињене Државе (5) |

## Победнице
|  | Другопласирана Линдси Вон |

## Резултати
| Плас.  | Старт. бр. | Име                         | Земља            | Време         | Заостатак |
| ------ | ---------- | --------------------------- | ---------------- | ------------- | --------- |
| Злато  | 16         | Елизебет Гергл              | Аустрија         | 1:47,24       |           |
| Сребро | 20         | Линдси Вон                  | Сједињене Државе | 1:47,68       | +0,44     |
| Бронза | 17         | Марија Риш                  | Немачка          | 1:47,84       | +0,60     |
| 4      | 13         | Лара Гут                    | Швајцарска       | 1:48,18       | +0,94     |
| 5      | 29         | Тина Мазе                   | Словенија        | 1:48,22       | +0,98     |
| 6      | 18         | Џулија Манкусо              | Сједињене Државе | 1:48,30       | +1,06     |
| 7      | 22         | Данијела Меригети           | Италија          | 1:48,66       | +1,42     |
| 8      | 10         | Доминик Гизин               | Швајцарска       | 1:48,70       | +1,46     |
| 9      | 9          | Андреа Фишбахер             | Аустрија         | 1:48,86       | +1,62     |
| 10     | 1          | Лорен Рос                   | Сједињене Државе | 1:48,87       | +1,63     |
| 11     | 19         | Анја Персон                 | Шведска          | 1:49,02       | +1,78     |
| 12     | 2          | Маруша Ферк                 | Словенија        | 1:49,04       | +1,80     |
| 13     | 15         | Фабјен Сутер                | Швајцарска       | 1:49,14       | +1,90     |
| 14     | 21         | Нађа Камер                  | Швајцарска       | 1:49,19       | +1,95     |
| 15     | 25         | Брит Џаник                  | Канада           | 1:49,35       | +2,11     |
| 16     | 7          | Елена Фанкини               | Италија          | 1:49,53       | +2,29     |
| 17     | 14         | Ана Фенингер                | Аустрија         | 1:49,60       | +2,36     |
| 18     | 11         | Ингрид Жакмо                | Француска        | 1:49,72       | +2,48     |
| 19     | 4          | Каролина Руиз Кастиљо       | Шпанија          | 1:50,05       | +2,81     |
| 20     | 12         | Марион Ролан                | Француска        | 1:50,09       | +2,85     |
| 21     | 26         | Јохана Шнарф                | Италија          | 1:50,15       | +2,91     |
| 22     | 8          | Мари Маршан-Арвије          | Француска        | 1:50,18       | +2,94     |
| 23     | 24         | Регина Мадер                | Аустрија         | 1:50,33       | +3,09     |
| 24     | 3          | Александра Колети           | Монако           | 1:50,39       | +3,15     |
| 25     | 28         | Стејси Кук                  | Сједињене Државе | 1:50.53       | +3.29     |
| 26     | 30         | Орели Ревије                | Француска        | 1:50.94       | +3.70     |
| 27     | 27         | Верена Штуфер               | Италија          | 1:50,97       | +3,73     |
| 28     | 6          | Клара Крижова               | Чешка            | 1:52,46       | +5,22     |
| 29     | 32         | Марија Белен Симари Биркнер | Аргентина        | 1:53,92       | +6,68     |
| 30     | 35         | Данијела Макарова           | Чешка            | 1:56.08       | +8.84     |
| 31     | 31         | Макарена Симари Биркнер     | Аргентина        | 1:56,13       | +8,89     |
| 32     | 33         | Павла Клицнарова            | Чешка            | 1:56,37       | +9,13     |
| 33     | 34         | Ана Берец                   | Мађарска         | 1:57,91       | +10,67    |
| 34     | 36         | Богдана Мацоцка             | Украјина         | 1:59,04       | +11,80    |
|        | 5          | Лиен Смит                   | Сједињене Државе | није завршила |           |
|        | 23         | Лоте Смисет Сејерстед       | Норвешка         | није завршила |           |